# وولفگانگ کلوتز
وولفگانگ کلوتز (انگلیسی: Wolfgang Klotz؛ زادهٔ ۴ نوامبر ۱۹۵۱) ژیمناست هنری اهل آلمان بود.
وی در مسابقات کشوری و بین‌المللی در مجموع برندهٔ ۳ مدال برنز شده‌است.